# Petrichus niveus
Petrichus niveus là một loài nhện trong họ Philodromidae.
Loài này thuộc chi Petrichus. Petrichus niveus được Eugène Simon miêu tả năm 1895.